# Art Angels
Art Angels es el cuarto álbum de estudio de la cantante y compositora canadiense Claire Boucher, conocida profesionalmente como Grimes. Fue lanzado digitalmente el 6 de noviembre de 2015 por 4AD, y en formatos físicos el 11 de diciembre. Boucher comenzó a planificar el disco en 2013 como el seguimiento de su tercer álbum de estudio Visions, sin embargo, ella eliminó la mayor parte del material de estas sesiones y comenzó un nuevo conjunto de grabaciones en 2014. La canción "Realiti", que vino de las grabaciones anteriores, se lanzó como demostración a principios de 2015.
Se ha descrito que "Art Angels" es más accesible que los álbumes anteriores de Boucher, al tiempo que conserva sus influencias experimentales. El álbum presenta apariciones especiales del rapero taiwanés Aristófanes y la cantante estadounidense Janelle Monáe. El álbum generó dos singles: "Flesh without Blood" y "Kill V. Maim", así como videos musicales para varias pistas. "Art Angels" vendió 11,000 copias en su primera semana en los Estados Unidos y se convirtió en el álbum más exitoso de Boucher hasta ahora. El álbum fue lanzado con gran éxito de crítica y varias publicaciones lo clasificaron como uno de los mejores álbumes de 2015.

## Fondo
La gira constante de Boucher en 2013 por su álbum de 2012, Visions, casi la llevó a un colapso físico a finales de año, llevándola a un punto en el que recordaba "poner un levante la mano y agarre un pedazo de [su] cabello, y [ella] podría simplemente sacar [su] cabello". También se cansó de cómo la industria de la música ignoraba sus habilidades técnicas, que se centrarían en que ella fuera una "música" y que tuviera una "voz femenina"; ella respondió a estas generalizaciones con "sí, pero soy productora y paso todo el día mirando gráficos y ecualizadores y haciendo un trabajo realmente técnico". Cuando los medios comenzaron a publicar sus publicaciones Tumblr como titulares, escribió una publicación en su blog sobre su tergiversación en los medios y el sexismo que había enfrentado en la industria de la música , declarando "no quiero que mis palabras se saquen de contexto. No quiero ser infantilizada porque me niego a ser sexualizada [...] estoy cansada de la extraña insistencia de que necesito una banda o necesito trabajar con el exterior productores  [sic]". Estar en un estado "inestable" y "más que agotado", junto con su frustración hacia los medios de comunicación, hizo que considerara terminar con el Grimes proyecta y solo escribe canciones para otros artistas, o al menos pone su vida en la mira del público en espera. Sin embargo, sus experiencias eventualmente comenzaron a fortalecer su convicción de ser solista. En una película de 2015 de The Fader, Boucher declaró que mientras trabajaba en estudios de música "había [todos] estos ingenieros [que no la dejaron] tocar el equipo [...] y luego entraría un productor masculino y se le permitiría hacerlo". Estos incidentes, que describió como sexistas, la dejaron "desilusionada con la industria de la música" y la hicieron "darse cuenta de lo que [ella] estaba haciendo es importante".

## Grabación y producción

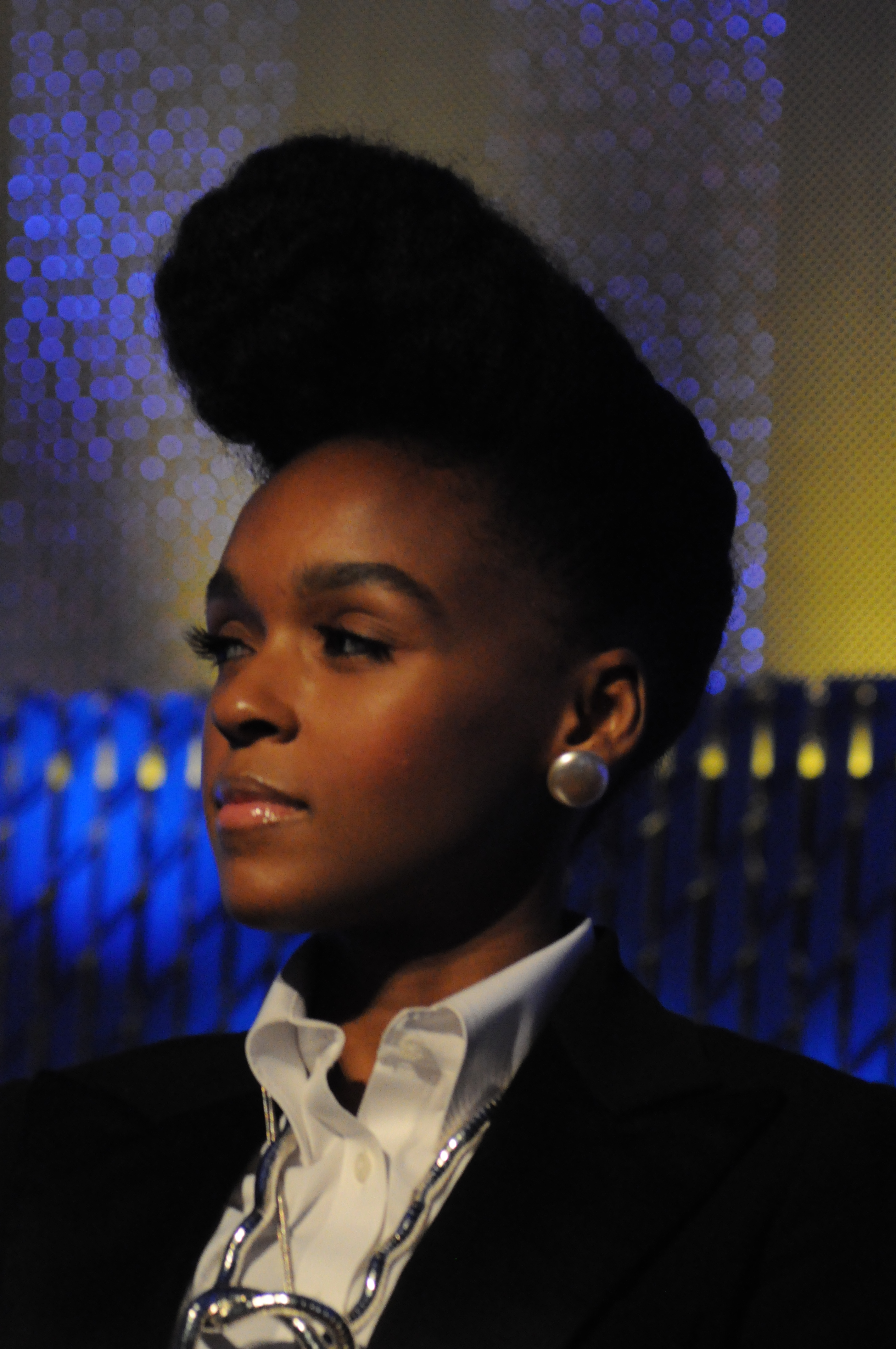
La cantante estadounidense Janelle Monáe contribuyó con la voz de la canción "Venus Fly".

Boucher produjo y diseñó todas las pistas del álbum solo. Ella comenzó a usar Ableton Live después de grabar Visions por completo en GarageBand y también aprendió a tocar la guitarra, la batería, las teclas, el ukelele y el violín para explorar nuevas direcciones musicales en Art Angels. Al darse cuenta de que era "demasiada presión" pagar por hora para trabajar en un estudio profesional, el álbum fue grabado por Boucher en el estudio de su casa en Los Ángeles, California.
En 2014, Boucher había producido "cientos de canciones" para su próximo álbum, la mayoría de las cuales no se incluyeron en "Art Angels". Ella describió la grabación de estas pistas como "este período en el que no tenía forma de lidiar con nada, así que estaba escribiendo estas canciones realmente deprimentes, y nada fue divertido en absoluto". Además de que las canciones eran demasiado sombrías, Boucher también rechazó las canciones que había hecho durante este tiempo porque no eran una salida sónica suficiente de "Visions". El sencillo de 2014 de Boucher "Go", grabado durante estas sesiones, fue originalmente escrito para la cantante barbadense Rihanna, sin embargo, después de que Rihanna rechazó la canción, Boucher lo lanzó como una "sorpresa" bajo su alias Grimes. La respuesta negativa al sencillo de los fanáticos, que creían que Boucher estaba "complaciendo a la radio", llevó a los medios de comunicación a informar que esta era la razón por la que había comenzado la grabación de su nuevo álbum. Boucher declaró que esto era falso y comentó que "Go" y las otras pistas que había cortado no eran de un álbum completo; solo eran canciones que no habían llegado a "Art Angels". Más tarde declaró que consideraría publicar el material archivado de forma gratuita en algún momento en el futuro.

## Lanzamiento
El 8 de marzo de 2015, Boucher lanzó un video musical para la versión demo de su canción "Realiti" como un regalo para sus fanáticos. "Realiti" fue producida durante las sesiones de grabación desechadas para "Art Angels" y no pretendía ser incluida en la versión final de su cuarto álbum. Boucher declaró que la versión demo que lanzó "no se mezcló ni masterizó" porque había "perdido el archivo Ableton [de la canción]". A pesar de que Boucher consideró que la demo era "un poco desordenada", "Realiti" fue bien recibida por los críticos y los fanáticos, lo que la llevó a considerar incluir una nueva versión de la canción en el lanzamiento final de Art Angels. Cuando se anunció la lista de canciones de Art Angels, apareció una nueva versión de "Realiti" en el CD y en el lanzamiento digital y la versión demo se incluyó como una canción adicional en solo la edición en CD.
Boucher compartió el título y la portada de  Art Angels  en las redes sociales el 19 de octubre de 2015 y anunció que se lanzaría un nuevo video musical la semana siguiente. El 26 de octubre de 2015, Boucher reveló que su nuevo álbum estaría disponible digitalmente el 6 de noviembre de 2015, con lanzamientos en formatos físicos el 11 de diciembre en el mismo año. Para acompañar el anuncio, Boucher lanzó su video musical autodirigido "Flesh without Blood/Life in the Vivid Dream", un sencillo digital para "Flesh without Blood" y obras de arte individuales para cada canción en Art Angels. "Scream" se lanzó como single promocional el 29 de octubre de 2015. Boucher también dirigió un video para "Kill V. Maim" con su hermano Mac Boucher, que se lanzó el 19 de enero. "Kill V. Maim" fue lanzado el 4 de marzo de 2016 como el segundo sencillo de Art Angels. El 9 de mayo de 2016 Boucher lanzó otro video musical codirigido para "California", utilizando una mezcla alternativa de la canción. El 5 de octubre de 2016, Boucher lanzó videos musicales autodirigidos para cuatro canciones del álbum: "Butterfly", "World Princess Part II", "Scream" y "Belly of the Beat", como parte de The Acid Reign Chronicles, un proyecto de video de formato largo filmado en su teléfono mientras estaba de gira. El 2 de febrero de 2017, Boucher lanzó un video musical para "Venus Fly", protagonizado por la artista destacada de la canción Janelle Monáe junto con Boucher, quien también dirigió el video.
Art Angels debutó en el número uno en la tabla Top Alternative Albums de la revista  Billboard con ventas en la primera semana de 11,000 copias, ganando Boucher su primer número uno en la tabla. A partir de febrero de 2016, el álbum había vendido 50,000 copias en los Estados Unidos. El álbum también alcanzó su punto máximo en los números dos y 36 en los gráficos Álbumes independientes y Billboard 200, respectivamente. El álbum debutó en el número 31 en el UK Albums Chart, vendiendo 2.964 copias en su primera semana. Tras el lanzamiento del álbum en CD cinco semanas después, volvió a entrar en la lista del Reino Unido en el número 59 con 4.193 copias vendidas.

## Recepción crítica
"Art Angels" recibió elogios de los críticos. En Metacritic, que asigna una calificación de normalizado de 100 a las revisiones de publicaciones convencionales, el álbum recibió un puntaje de promedio de 88, basado en 32 revisiones. Corbin Reiff de The A.V. Club lo llamó "ingenioso y arenoso, divertido y divertido, y horrible y grotesco a la vez" y dijo "también te hará sacudir el culo como nada más". También destacó la canción "Kill V. Maim" como "todo el peso de las habilidades de Grimes como productora y cantante". En Billboard, Rob Tannenbaum elogió Art Angels como "una maravilla de grabación meticulosa, incluso obsesiva, de estudio en el hogar, sin concesiones por parte de compañeros de banda o colaboradores". Maya Rose Radcliffen de Clash lo consideró "la representación más auténtica de Grimes que hemos escuchado hasta ahora: 'Art Angels' es empujar los límites, es escuchable y es el trabajo más ambicioso y consistente de Boucher hasta la fecha" y elogió la producción del álbum como "una cosa que lo une todo". Aunque hace referencia a "Art Angels" como "simultáneamente [Boucher] mas accesible y su cuerpo de trabajo menos personal", Consequence of Sound también dijo que ejemplifica su arte, siendo "performativo, maximalista, alegre y amplio".
El Hunt de  DIY encontró Art Angels "imposible de resistir", poseyendo un "atractivo instantáneo que atrapa las extremidades". Cam Lindsay de Exclaim! dijo que "valía la pena cada segundo de la espera" y elogió el álbum como "un registro completo que es todo lo que el pop debería ser en 2015: totalmente intransigente, imaginativo y, de alguna manera, universalmente accesible". Escribir para NME, Barry Nicholson descartó las nociones de que Boucher había "sacrificado algo de lo que la hacía parecer tan extraña cuando el debut de 4AD 'Visions' surgió" al "abrazar la ortodoxia pop", y comentó que "s todavía se está riendo y no es normal, solo que esta vez, está todo el camino hasta el banco". Revisando para Pitchfork, Jessica Hopper consideró que el álbum era "evidencia del trabajo de Boucher y una articulación de una visión pop que es incontrovertiblemente suya, invitando al mundo en general", al tiempo que calificó a Boucher de "zeitgeist humano", redibujando todos los binarios y límites por los que definimos la música pop y forzando nosotros para venir".
En una revisión menos entusiasta para The Observer, Kitty Empire declaró "repleto como está con toda esta bondad, Art Angels no logra volar completamente tu mente" y "en última instancia, Grimes no reinventó la rueda pop, solo la condujo un poco fuera de la carretera". Del mismo modo, The Line of Best Fit le dio al álbum una crítica promedio y escribió que "en Art Angels, escuchamos que la alta experimentación artística cae en territorio dominante con solo momentos fugaces de brillantez".

## Lista de canciones
Todas las canciones escritas y compuestas por Claire Boucher.

| Edición digital |                                 |          |  |
| N.º             | Título                          | Duración |  |
| 1.              | «laughing and not being normal» | 1:47     |  |
| 2.              | «California»                    | 3:18     |  |
| 3.              | «SCREAM» (con Aristophanes)     | 2:20     |  |
| 4.              | «Flesh without Blood»           | 4:24     |  |
| 5.              | «Belly of the Beat»             | 3:25     |  |
| 6.              | «Kill V. Maim»                  | 4:06     |  |
| 7.              | «Artangels»                     | 4:07     |  |
| 8.              | «Easily»                        | 3:03     |  |
| 9.              | «Pin»                           | 3:32     |  |
| 10.             | «REALiTi»                       | 5:06     |  |
| 11.             | «World Princess, Pt. II»        | 5:05     |  |
| 12.             | «Venus Fly» (con Janelle Monáe) | 3:45     |  |
| 13.             | «Life in the Vivid Dream»       | 1:27     |  |
| 14.             | «Butterfly»                     | 4:12     |  |
| 49:37           |                                 |          |  |

| Edición física |                  |          |  |
| N.º            | Título           | Duración |  |
| 15.            | «REALiTi» (demo) | 4:20     |  |
| 53:57          |                  |          |  |

| Edición japonesa |                                |          |  |
| N.º              | Título                         | Duración |  |
| 15.              | «REALiTi» (demo)               | 4:20     |  |
| 16.              | «Go» (remix de Blood Diamonds) | 3:23     |  |
| 57:20            |                                |          |  |

Notas
- "Laughing and Not Being Normal" está estilizado en mayúsculas y minúsculas.
- "Scream" está estilizado en mayúsculas.
- "Realiti" se estiliza como "REALiTi".

Muestra de créditos
- "Butterfly" contiene una muestra de "Penguin Dancer" coescrita por Masayoshi Takanaka y Shu Suzuki.

## Personal
Créditos adaptados de las notas de línea de Art Angels.
- Grimes - voz, producción, ingeniería
- Mark Stent "Spike" - mezcla
- Geoff Swan - asistencia de mezcla
- Tom Coyne - masterización
- Randy Merrill - masterización

## Gráficos
| Gráfico (2015–16)                          | Pico posición |
| ------------------------------------------ | ------------- |
| Australia (ARIA)                           | 30            |
| Bélgica (Ultratop flamenca)                | 82            |
| Canadá (Billboard Canadian Albums)         | 16            |
| Países Bajos (Album Top 100)               | 84            |
| Greek Albums (IFPI)                        | 52            |
| Irlanda (IRMA)                             | 31            |
| Lista no reconocida: IrelandIndependent\|4 |               |
| Japanese Albums (Oricon)                   | 114           |
| Nueva Zelanda (Recorded Music NZ)          | 28            |
| Escocia (Scottish Albums Chart)            | 40            |
| Reino Unido (UK Albums Chart)              | 31            |
| Reino Unido (UK Independent Albums)        | 6             |
| Estados Unidos (Billboard 200)             | 36            |
| Estados Unidos (Top Alternative Albums)    | 1             |
| Estados Unidos (Independent Albums)        | 2             |

| Chart (2016)                      | Position |
| --------------------------------- | -------- |
| US Independent Albums (Billboard) | 34       |

## Historial de lanzamientos
| Región | Fecha                   | Formato          | Sello                   | Ref.   |
| ------ | ----------------------- | ---------------- | ----------------------- | ------ |
| Varios | 6 de noviembre de 2015  | Descarga digital | 4AD                     | [ 10 ] |
| Canadá | 6 de noviembre de 2015  | Descarga digital | Organización misteriosa | [ 61 ] |
| Varios | 11 de diciembre de 2015 | CD               | 4AD                     | [ 62 ] |